# Kiridi Bangoura
Pour les articles homonymes, voir Bangoura.
Kiridi Bangoura de son nom de naissance Naby Youssouf Kiridi Bangoura né en 1963 à Conakry en république de Guinée, est un écrivain et homme politique guinéen.
Il était le ministre secrétaire général de la Présidence de la République jusqu'à la chute du régime d'Alpha Condé le 5 septembre 2021.

## Biographie

### Études
Il a passer ses études en Guinée jusqu'en 1981 avant de rejoindre la France pour des études d'ethnologie et sort doctorant en Sociologie.

### Parcours politique et professionnel
Membre du directoire de campagne du RPG lors de l'élection présidentielle de 2010 en Guinée, après l'élection d'Alpha Condé, il est nommé le 24 décembre 2010 chef de cabinet de la présidence de la république de Guinéepuis porte-parole de la présidence en décembre 2011. 

## Ouvrages
- 1991 : La source d'ébène, dans les éditions Harmattan Guinée[3] ;
- 1997 : Le Baptêmes des chiots, dans les éditions Harmattan Guinée.